# بيت الشنبلي (الحصن)

تعديل مصدري - تعديل

بيت الشنبلي هي إحدى قرى عزلة اليمانية العليا بمديرية الحصن التابعة لمحافظة صنعاء، بلغ تعداد سكانها 1320 نسمة حسب تعداد اليمن لعام 2004.